# Бахмутово (Тверская область)
Ба́хмутово — деревня в Ржевском районе Тверской области России. Входит в состав сельского поселения Победа.
Расположена в 20 км к северо-западу от Ржева, на шоссе Р87 Ржев — Осташков. В 1,5 км к югу от деревни протекает Волга.

## История
В конце XIX — начале XX века деревня входила в состав Харинской волости Ржевского уезда Тверской губернии.
С 1930-х годов Бахмутово — центральная усадьба колхоза «Дружба», с 1958 года — укрупненного колхоза им. Кирова. В 1941—1943 годах в районе деревни шли ожесточенные бои. В Бахмутово находится братская могила советских воинов, павших в боях в районе села (захоронено 6421 человек). В 1987 году в районе бывшей деревни Тимонцево, в 5 километрах от Бахмутово, силами молодежи Твери и Ржева установлен памятник лыжникам спец. батальона, погибшим при прорыве фронта в 1942 г.
С 1994 года деревня являлась центром Бахмутовского сельского округа, с 2005 года — в составе сельского поселения «Победа».
До 2011 года в деревне действовала Бахмутовская начальная общеобразовательная школа.

## Население
| 1859 | 1883 | 1991 | 2002 | 2010 |
| ---- | ---- | ---- | ---- | ---- |
| 169  | →169 | ↗345 | ↘280 | ↘245 |

## Инфраструктура
Сельхозпредприятия, охотничье хозяйство, фельдшерско-акушерский пункт, отделение почтовой связи.